# Калуга (риба)
Калуга (Huso dauricus) — прісноводна риба роду Білуга (Huso), родини осетрових. Довжина до 5,6 м, вага до 1 т. Спина і боки сірувато-бурі, черево світле. Рот великий, у формі півмісяця. Поширена калуга в басейні Амуру, зустрічається в Аргуні і Шилці, є в Сунгарі. Статевозрілою калуга стає по досягненні довжини 230 см і не раніше 16-17-річного віку, головним чином у 18-22 роки. Ікру відкладає в травні — червні. Нерест не щорічно, а з проміжками в 2—4 і більше років. Хижак, живиться рибою, молодь — донними безхребетними. Цінна промислова риба.